# Haakon Magnus van Noorwegen
Haakon Magnus (Oslo, 20 juli 1973) is de huidige kroonprins van Noorwegen. Hij is de enige zoon van koning Harald V en koningin Sonja, en daarmee de eerste in lijn van troonopvolging voor Noorwegen.
Na zijn middelbareschooltijd diende Haakon enkele jaren in de Noorse marine. Na zijn diensttijd studeerde hij politicologie aan de Universiteit van Californië in Berkeley. Hij vervolgde zijn studie aan de universiteit van Oslo en de London School of Economics. Na deze academische studie, doorliep hij het diplomatenklasje van het Noorse ministerie van Buitenlandse Zaken.
Op 1 december 2000 verloofde hij zich met Mette-Marit Tjessem Høiby, een alleenstaande moeder. Op 25 augustus 2001 trouwden ze in Oslo. Anders dan bij het huwelijk van zijn vader met het burgermeisje Sonja Haraldsen, leidde dit nauwelijks tot commotie. Op 21 januari 2004 kreeg het echtpaar een dochter, Ingrid Alexandra. Hun tweede kind, prins Sverre Magnus, werd op 3 december 2005 geboren.
Van het einde van 2003 tot halverwege 2004 diende Haakon als regent, ter vervanging van zijn vader die werd behandeld voor blaaskanker. Vanaf begin april 2005 tot juni 2005 was Haakon opnieuw regent nadat koning Harald aan zijn hart was geopereerd. Dit herhaalde zich in oktober 2020, toen Haakon als regent de zitting van de Storting opende met het uitspreken van de troonrede.
.